# Losartan
Losartan ou Losartana é um medicamento da classe dos antagonistas dos receptores da angiotensina (ARAs). Sua principal indicação é para tratamento de hipertensão arterial. É atualmente comercializado por várias empresas, tendo sido inicialmente desenvolvido pela Merck Sharp & Dohme, e comercializado sob o nome Cozaar. O losartan foi o primeiro ARA a ser disponibilizado no mercado.

## Indicações
A principal indicação do Losartan, tal como dos outros ARAs, é no tratamento da hipertensão. De acordo com recomendações recentes, são fármacos de primeira linha em pacientes com menos de 55 anos em que os IECAs não sejam indicados.
Também pode ser usado para o tratamento da insuficiência renal diabética, um sub-tipo de insuficiência renal crônica.
Encontram-se comercializadas preparações que incluem a associação do losartan a outro fármaco anti-hipertensivo, em particular com diuréticos como a hidroclorotiazida.

## Efeitos Colaterais
O losartan é em geral bem tolerado, embora possam ocorrer:
- Cefaleia
- Sonolência
- Tontura
- Astenia
- Dores musculares
- Hipercaliemia

## Interações
O risco de hipercaliemia que acompanha o uso do losartan é agravado pelo uso concomitante de fármacos que condicionem poupança de potássio, ou de suplementos de potássio. Os valores séricos de potássio e creatinina devem em especial ser monitorizados em pacientes com insuficiência renal.
A utilização de AINEs em conjunto com o losartan reduz o efeito anti-hipertensor deste, e pode favorecer a ocorrência de insuficiência renal aguda.

## Contra-indicações
A utilização deste fármaco durante a gravidez deve ser evitada, assim como durante o aleitamento.
Outras situações em que a utilização de losartan é contra-indicada incluem pacientes com:
- Depleção de volume.
- Cardiomiopatia hipertrófica obstrutiva
- Estenose aórtica
- Estenose mitral
- Estenose da artéria renal
- Insuficiência renal

## Farmacodinâmica
O losartan atua bloqueando os receptores AT1 da angiotensina II. Seus efeitos serão: Primeiro, vasodilatação direta; E segundo, impedindo o aumento da produção de Aldosterona pelas glândulas supra-renais, que então não haverá a retenção de sódio e água, evitando assim a hipervolemia e, consequentemente, a hipertensão arterial.